# Джон Непер
Джон Непер от Мърчистън (на английски: John Napier или още Neper, Nepair, 1550 - 4 април 1617) е шотландски математик, физик и астроном/астролог, както и 8-и земевладелец на Мърчистън, син на сър Арчибалд Непер от Мърчистън.
Най-известен е с откриването на логаритмите и популяризирането на десетичната запетая. Родното място на Непер е кулата Мърчистън в Единбург, която днес е част от Единбургския Неперски университет. Джон Непер умира от подагра и е погребан в църквата „Св. Кътберт“ в Единбург.